# Callicoon
Callicoon es un pueblo ubicado en el condado de Sullivan en el estado estadounidense de Nueva York. En el año 2000 tenía una población de 3,052 habitantes y una densidad poblacional de 24 personas por km².

## Geografía
Callicoon se encuentra ubicado en las coordenadas 41°50′11″N 74°55′00″O / 41.83639, -74.91667. Según la Oficina del Censo, la ciudad tiene un área total de 126,9 km² (49,0 mi²), de la cual 126 km² (48,6 mi²) es tierra y 0,9 km² (0,3 mi²) (0.69%) es agua.

## Demografía
Según la Oficina del Censo en 2000 los ingresos medios por hogar en la localidad eran de $38,811, y los ingresos medios por familia eran $46,645. Los hombres tenían unos ingresos medios de $34,524 frente a los $24,185 para las mujeres. La renta per cápita para la localidad era de $19,272. Alrededor del 10.5% de la población estaban por debajo del umbral de pobreza.